# 드래곤포스
드래곤포스(Dragon Force)는 1999년에 결성된 영국, 런던의 파워 메탈 밴드이다. 그들은 빠른 기타 솔로와 비디오게임에서 영향을 받은 전자음을 음악에 포함시킨 것으로 유명하다.

## 역사

### 결성 (1999 - 2002)
드래곤포스는 (드래곤하트라는 이름으로 최초로 알려짐) 1999년에 기타리스트 허먼 리와 샘 토트먼에 의해서 결성되었다. 둘은 후에 광고를 통해 보컬 ZP 더트, 드러머 마테즈 세팅크, 베이시스트 스티브 스콧, 키보디스트 스티브 윌리엄즈를 찾아냈다. 샘 토트먼과 허먼 리는 데모니악이라는 밴드로 경험이 있었다. 최초로 밴드는 "드래곤하트"라는 이름으로 데모음반을 내고, 핼포드와 스트라토바리우스와 함께 투어공연을 했다. 밴드는 후에 또 다른 메탈 밴드와 이름이 겹친다는 것을 발견하고, 2002년에 '드래곤포스'로 밴드의 이름을 바꿨다. 드러머 마테즈 세팅크는 1999년 12월에 슬로베니아에서 공부를 계속 하기 위해서 밴드를 떠났고, 디디에 알모즈니가 그의 자리를 대신했다. 2000년 11월에 스티브 스콧과, 2000년 초에 스티브 윌리엄즈는 밴드를 떠났다. 베이시스트 디콘 하퍼는 2000년 11월에 밴드에 가입했고, 2001년 1월에 키보디스트 바딤 프루차노브가 첫 음반의 구성원을 완성하기 위해서 가입했다. 디콘 하퍼는 2002년에 밴드를 떠났지만 드래곤포스의 음반인 Valley of the Damned의 세션 연주자로 활동했다.

### Valley of the Damned(1999- 2003)
드래곤포스는 2000년에 그들의 첫 데모음반을 녹음했다. 그것은 독립적인 발매였지만, 음반은 그 당시 영국에서 가장 유명한 독립 파워 메탈 밴드중 하나로 알려지게 만들었다. 그들의 곡 "Valley of the Damned"는 그들이 밴드의 이름은 드래곤포스로 바꾼 직후에 발매한 최초의 싱글 음반이었다. 곡은 MP3.com에서도 2주일 동안 '가장 많이 내려받은 곡' 1위를 차지할 정도로 큰 성공이었다. 데모가 발표된 직후 키보디스트 스티브 윌리엄즈와 베이시스트 스티브 스콧이 밴드를 떠났고, 그 자리에 우크라니아 출신 키보디스트 바딤 프루차노브와 영국 출신 베이시스트 디콘 하퍼가 들어왔다. 2003년에 밴드는 노이즈 레코드와 계약을 했고, 그들의 첫 음반인 Valley of the Damned를 녹음하기 시작했다. 음반을 발표한 뒤, 밴드는 2004년까지 투어를 계속했다. 투어는 일본의 도쿄에서 끝이 났다.

### Sonic Firestorm(2004 ~ 2005)
밴드의 두 번째 음반, Sonic Firestorm은 싱글 음반 "Fury of the Storm"보다 더 큰 성공을 거뒀다. Sonic Firestorm은 에이드리언 램버트가 베이스를 맡고 데이브 매킨토시가 드럼을 맡은 최초의 음반이었다. 2004년에 데이브 매킨토시가 밴드에 가입할 때, 그들은 그들의 음악 스타일을 강력한 비트와 더블 베이스 리듬으로 인해 "익스트림 파워 메탈"이라고 칭하기 시작했다. 밴드가 국제적으로 유명해 지고 "빠른 본 조비"나 "저니가 슬레이어를 만남"이란 별명을 얻은 때가 이 쯤이었다. 투어는 Valley of the Damned때의 투어보다 더 길었다. 밴드는 W.A.S.P이나 아이언 메이든처럼 잘 알려진 메탈 밴드와 함께 투어를 했다.

### Inhuman Rampage(2006 ~ 2007)
밴드는 ZP 더트를 포함한 6명의 구성원을 완성하기까지 다양한 구성원 변화가 있었다.밴드는 2006년에 영국, 미국, 캐나다, 프랑스, 오스트레일리아의 로드러너 레코드와 계약을 맺은 뒤 그들의 세 번째 음반인 Inhuman Rampage를 발매했다. "Through the Fire and Flames"라는 곡은 기타 히어로3 : 레전드 오브 락과 기타 히어로 : 스매쉬 히트같은 게임에 포함된 유명한 곡 중 하나가 되었다. 허먼 리와 샘 토트먼의 이전 밴드인 데모니악의 구성원인 린제이 도슨은 이 음반에 백 보컬로 참여했다. 음반을 발매하기 전, 베이시스트인 아드리안 램버트가 2005년 11월에 태어난 아들을 돌보기 위해 밴드를 떠났다. 그 자리에 Sonic Firestorm 투어를 끝마치기 위해서 프레데릭 레클러크가 들어왔다. 프레데릭은 2006년 1월에 밴드의 공식 구성원가 되었다. 그는 밴드의 두 번째 싱글음반인 Operation Ground and Pound의 뮤직 비디오에도 출연했다. 싱글 음반 Through the Fire and Flames는 미국과 캐나다의 골드 디스크에 올랐다.

### Ultra Beatdown(2008 ~ 2009)
밴드는 디스터브드와 슬립낫과 함께 2008년의 여름동안 락스타 에너지 메탈 메이험 페스티벌(Rockstar Energy Metal Mayhem Festival)에서 투어공연을 펼쳤다. 밴드는 가을에 네 번째 정규 음반인 Ultra Beatdown으로 되돌아 왔다. 첫 번째 트랙이면서 첫 번째 싱글인 "Heroes of Our Time"은 2008년 12월 3일에 메탈리카의 "My Apocalypse"를 누르고 그래미 어워드의 '베스트 메탈 퍼포먼스' 부문에서 수상을 하게 되었다. "Heroes of Our Time"의 짧은 버전은 비디오게임 스케이트 2와 NHL 10에 삽입되기도 했다.
2009년 1월 22일에 "The Last Journey Home"의 뮤직비디오가 온라인으로 공개되기 일주일 전에 엑스박스 라이브에 공개되었다.

### 새로운 음반(2010년 이후)
허먼 리는 드래곤포스가 2009년 12월에 투어를 멈추고 크리스마스를 집에서 보낸 뒤 2011년에 발매될 새로운 정규 음반을 작곡하고 녹음한다고 밝혔다.
2010년 2월 22일에 밴드는 그들의 음반인 Valley of the Damned와 Sonic Firestorm을 재발매했다. Valley of the Damned는 새로 녹음되었고, 두 음반 모두에 보너스 트랙, 라이브 공연과 해설이 담겨있는 DVD가 포함되어 있다. 두 음반은 티셔츠, 기타 픽과 바람을 넣는 기타가 포함되어 있는 박스형태로도 발매되었다.
2010년 3월 8일에, 드래곤포스는 로드러너 레코드를 통해 드래곤포스가 보컬 ZP 더트와 갈라섰고 새로운 보컬을 찾는다고 밝혔다.

"드래곤포스가 ZP 더트와 갈라선다고 발표한 것을 후회합니다. 이것은 어떻게 할 수 없는 음악적인 의견의 차이였지만, 나머지 밴드 멤버들은 ZP 더트가 미래의 작업에서 성공하기를 진심으로 바랍니다.
나머지 다섯명이 다섯 번째 앨범을 작곡하는 동안, 우리는 전 세계에서 새로운 보컬을 찾고 있습니다. 우리는 우리와 드래곤포스의 새로운 역사를 쓰게 될 강력하고 멜로딕한 보컬을 찾고 있습니다."
- 허먼 리

이 내용은 그 날 삭제되었지만, 다음날 공식적으로 밴드에 의해서 오디션에 참가하는 링크가 담겨있는 공식적인 발표가 게시되었다.

## 음악적 스타일
밴드는 그들의 음악 스타일을 자주 단지 파워 메탈이 아닌 익스트림 파워 메탈이라고 불러왔다. 허먼 리는 기타 월드와의 인터뷰에서 사람들의 밴드의 음악 스타일에 대한 평가에 이렇게 말했다.
"'닌텐도 메탈', '익스트림 파워 메탈', '저니가 슬레이어를 만났을때' ... 사람들은 우리에게 이상한 꼬리표를 붙이고는 하죠." 
밴드는 가끔 곡에 들어가 있는 빠른 템포 때문에 메탈 평론가들에게 보충적으로 스피드 메탈 밴드라고 잘못 이름 붙여지기도 한다.

## 논란
2006년 후반 Inhuman Rampage 투어가 최대 활동에 도달했을 때 논란이 일어났다. 밴드는 악기에 기술적인 문제가 생기고 말았다. 할 수 없이 처음으로 악기의 튜닝을 반음 낮춰 Eb튜닝으로 공연하기 시작했다. 또한 품질이 좋지 않은 라이브 공연 동연상이 인터넷에 게시되면서, 라이브에서 똑같은 속도를 낼 수 없어서 스튜디오 음반을 제작할 때 속도를 올린다는 루머가 퍼지기 시작했다. 나머지 공연에서 음반의 곡과 같은 속도를 낼 수 있다는 것으로 루머를 해결했지만 여전히 루머는 퍼지고 있었다.
 "2006년 그래스팝 메탈 미팅(Graspop Metal Meeting)은 엄청난 재앙이었습니다. 우리가 데려온 기술자들은 기타 튜닝도 하지 않았고, 모니터링할 장비도 갖춰지지 않아 아무것도 들을 수 없었습니다." - 허먼 리
그는 또한 Inhuman Rampage 투어의 대부분의 공연은 기술적 문제에 의해서 좋지 않은 평가를 받았다고 말했다.

## 밴드 구성원
현재 구성원
- 허먼 리 – 기타, 백 보컬  (1999 ~ 현재)
- 샘 토트먼 – 기타, 백 보컬 (1999 ~ 현재)
- 알리시아 비질– 베이스, 기타, 백 보컬 (2022 ~ 현재)
- 바딤 프루차자노 – 키보드, 백 보컬, 테레민 (2001 ~ 현재)
- 지 안젤론 – 드럼, 백 보컬 (2014 ~ 현재)
- 마크 허드슨 - 리드 보컬  (2011 ~ 현재)

전 구성원
- ZP 더트 – 리드 보컬 (1999 ~ 2010)
- 에이드리안 램버트 – 베이스 (2004 ~ 2005)
- 디디에 알모즈니 – 드럼 (1999 ~ 2003)
- 디콘 하퍼 – 베이스, 백 보컬 (2001 ~ 2003)
- 스티브 윌리엄즈 – 키보드, 백 보컬 (1999 ~ 2000)
- 스티브 스콧 – 베이스, 백 보컬 (1999 ~ 2000)
- 데이브 매킨토시 - 드럼, 퍼커션, 백 보컬 (2003-2014)
- 마테즈 세팅크 - 드럼, 퍼커션 (1999 ~ 2000)
- 프레데릭 레클러크 – 베이스, 기타, 백 보컬 (2006 ~ 2020)

## 드래곤포스의 음반
정규 음반
- Valley of the Damned (2003)
- Sonic Firestorm (2004)
- Inhuman Rampage (2006)
- Ultra Beatdown (2008)
- The Power Within (2012)
- Maximum Overload (2014)
- Reaching into Infinity (2017)
- Extreme Power Metal (2019)